# Lajos Batthyány

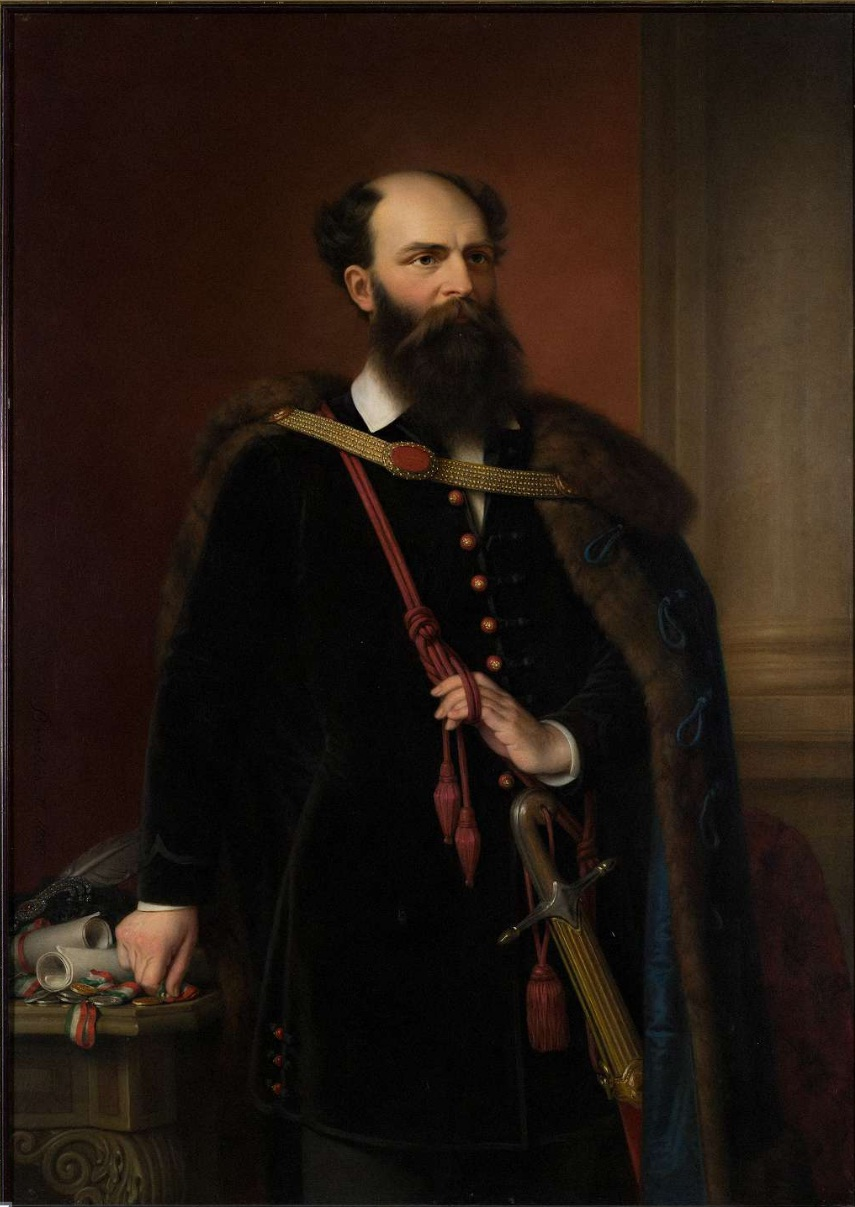
Lajos Batthyány

Graaf Lajos Batthyány de Németújvár (Bratislava, 10 februari 1807 - Boedapest, 6 oktober 1849) was een Hongaars magnaat, graaf en heer van de heerlijkheid Ikervár, Schlaining en Neuhaus, alsook főispán (hoofd van een comitaat) van Vas. In 1848 werd hij de eerste premier van Hongarije.

## Leven
Lajos Batthyány stamde uit het vooraanstaande adelsgeslacht Batthyány. Na het uitbreken van de Maartrevolutie in 1848 legde het Hongaarse parlement in Bratislava de wensen van het Hongaarse volk voor aan koning Ferdinand V in Wenen. Een van deze eisen was, dat Hongarije over een eigen regering zou moeten beschikken. Batthyány werd op 22 maart van dat jaar uiteindelijk aangesteld als eerste eerste minister van Hongarije.
Op 6 oktober 1849 werd hij op bevel van de baron Julius von Haynau door een vuurpeloton geëxecuteerd in Pest. De moord op Batthyány veroorzaakte een wereldwijde ophef. Op dezelfde dag werden voorts nog 13 Hongaarse generaals om het leven gebracht, de zogenaamde Martelaren van Arad.